# Vozera Asvejskaje
Vozera Asvejskaje (vitryska: Возера Асвейскае, ryska: Озеро Освейское) är en sjö i Vitryssland.   Den ligger i voblasten Vitsebsks voblast, i den norra delen av landet, 240 km norr om huvudstaden Horad Mіnsk. Vozera Asvejskaje ligger 126 meter över havet. Arean är 53 kvadratkilometer. Den sträcker sig 8,1 kilometer i nord-sydlig riktning, och 10,6 kilometer i öst-västlig riktning.
Följande samhällen ligger vid Vozera Asvejskaje:
- Osveja (1 300 invånare)